# Šimun Kačić
Šimun Kačić (mađ. Kacsics nembeli Simon) (? – ?, iza 1228.), ugarski plemić hrvatskog porijekla, slavonski ban (1212.), zajedno s bratom Mihovilom, iz hrvatske velikaške obitelji Kačića.
Moguće je da su braća stupila u službu ugarskog i hrvatskog kralja Andrije II. (1205. – 1235.), dok je obnašao dužnost hercega te da su mu pomagali tijekom sukoba s bratom, kraljem Emerikom u Hrvatskoj. Kao nagradu, Andrija ih je naknadno poveo sa sobom na dvor u Ugarsku gdje im je dodijelio imanja.
Šimun je sudjelovao je 1213. godine, zajedno s Petrom, Töreovim sinom i bratom Šimunom, u ubojstvu ugarske kraljice Gertrude Meranske, zbog čega je Petar bio uhvaćen i pogubljen, dok su braći 1228. godine bili zaplijenjeni posjedi.
Imao je dvojicu sinova, Ivana I. i Šimuna II. te kćer nepoznata imena koja je postala časna sestra. Njegova loza izumrla nije imala značajniju ulogu u političkom životu i izumrla je iza 1299. godine.

## Vanjske poveznice
- Majnarić, Ivan (2009.), "Prilog diskusiji o genealoškoj svezi omiških i ugarskih Kačića"
- Kačići – Proleksis enciklopedija
- Kačići – Hrvatski biografski leksikon